# Hoppmussla
Hoppmussla (Aequipecten opercularis) är en musselart som först beskrevs av Carl von Linné 1758.  Hoppmussla ingår i släktet Aequipecten och familjen kammusslor. Arten är reproducerande i Sverige. Inga underarter finns listade i Catalogue of Life.

## Bildgalleri

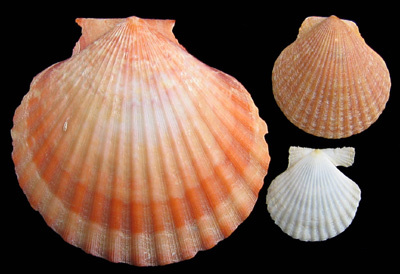
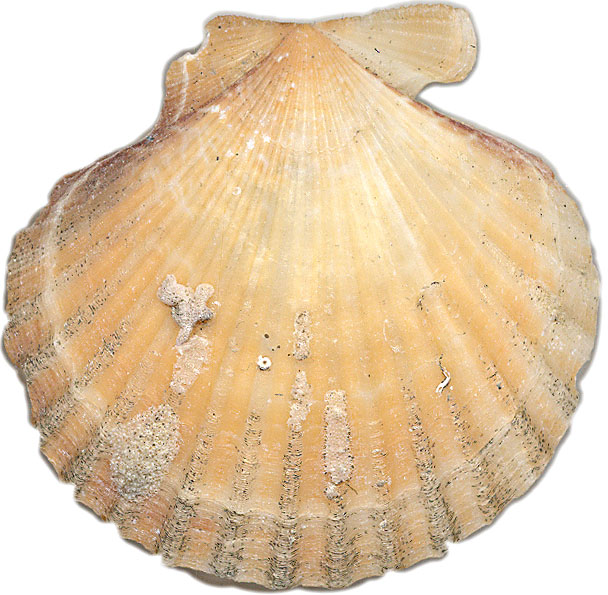
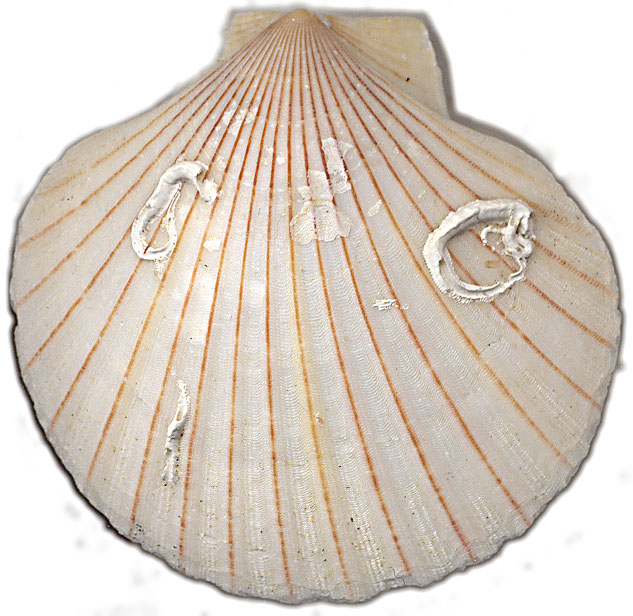
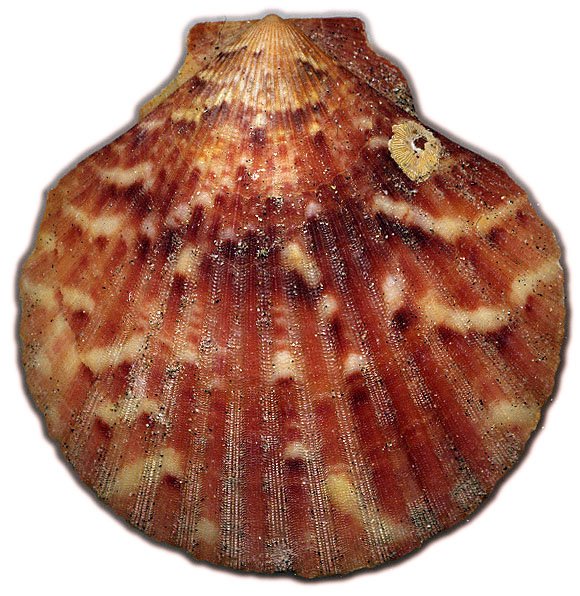
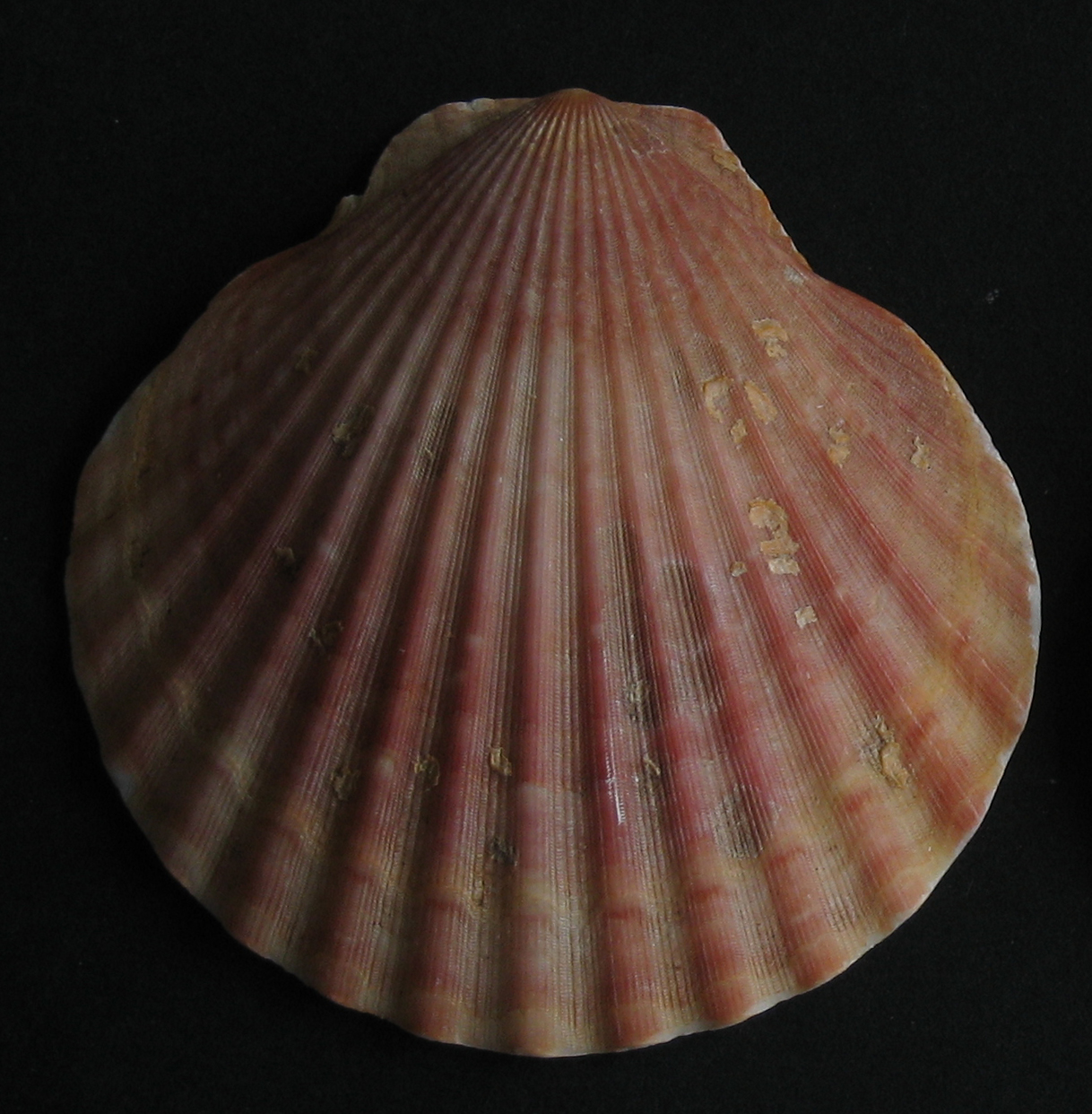
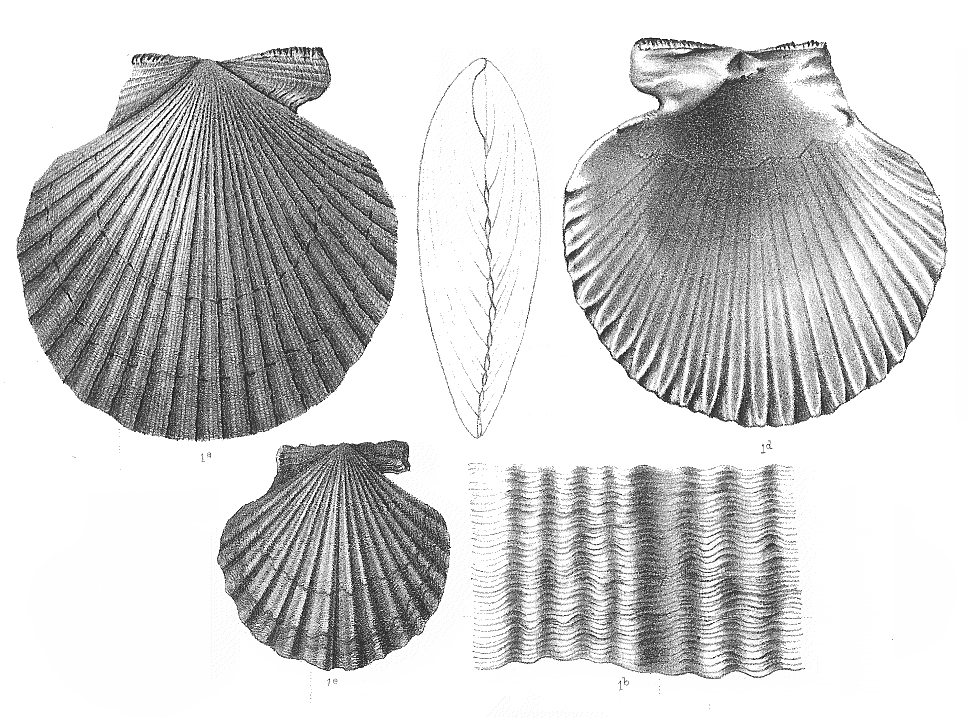